# Cosmia restituta
Cosmia restituta är en fjärilsart som beskrevs av Walker 1856. Cosmia restituta ingår i släktet Cosmia och familjen nattflyn. Inga underarter finns listade i Catalogue of Life.